# Taddeo Gaddi

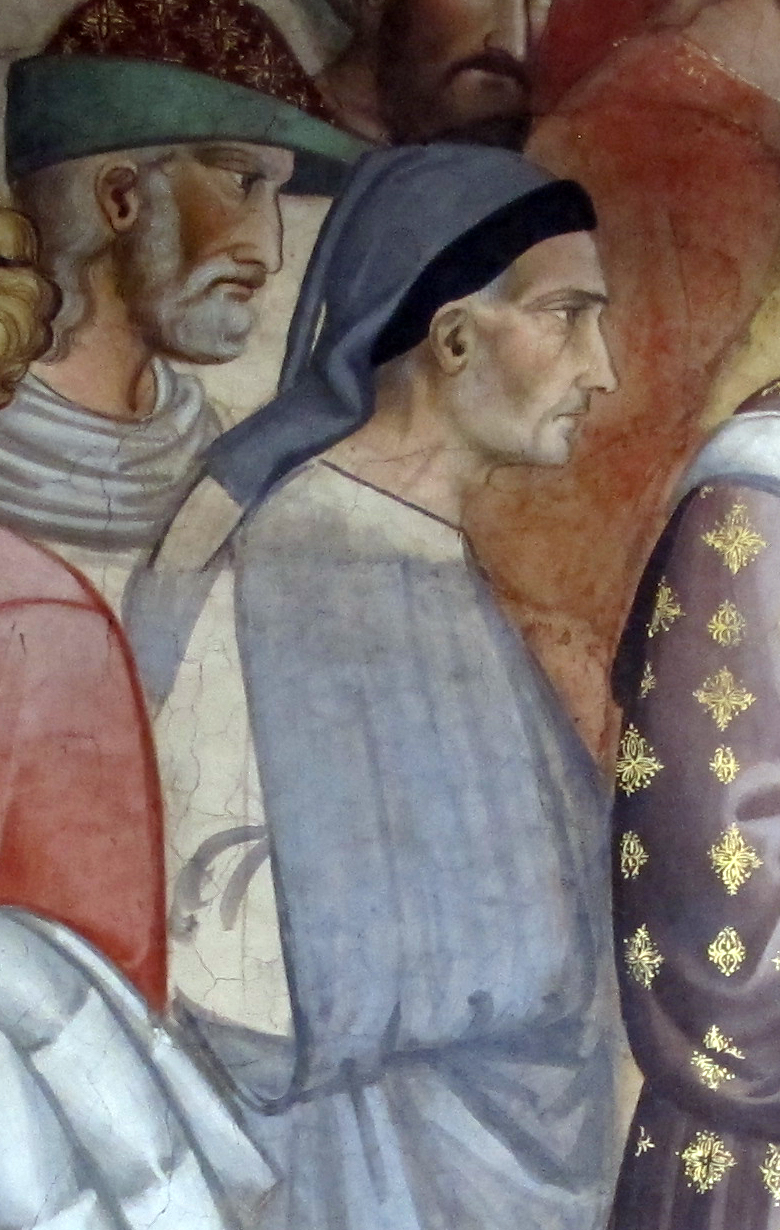
Portret van Taddeo Gaddi door zijn zoon Agnolo Gaddi in een fresco in de capella maggiore van de Santa Croce in Florence.

Taddeo Gaddi (Florence, ca. 1290/1300 - aldaar, 1366) was een Italiaanse schilder, actief tijdens de vroegrenaissance.

## Biografische elementen
Taddeo Gaddi was de zoon van de schilder Gherardo (Gaddi) di Zanobi.  Hij was de vader van de schilders Giovanni Gaddi, Agnolo Gaddi en Niccolò Gaddi; zijn vierde zoon, Zanobi was een succesvol zakenman en over zijn vijfde zoon Francesco is weinig bekend.

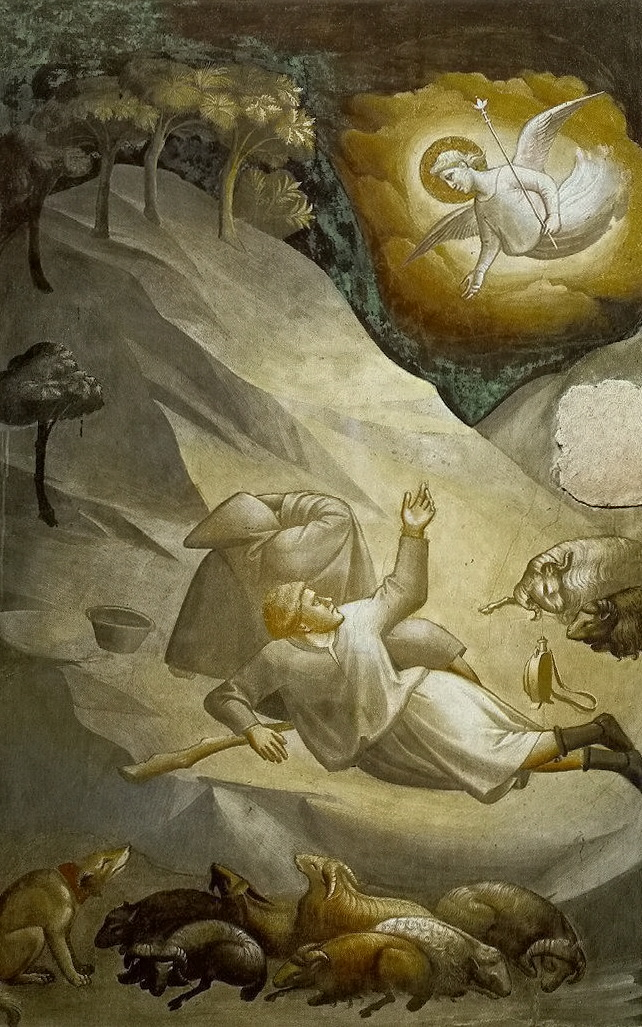
De boodschap van de engel aan de herders (1327-1330), Santa Croce, Florence

## Opleiding
Hij leerde de schilderkunst waarschijnlijk kennen bij zijn vader, maar was later een leerling en medewerker van zijn peter, de schilder Giotto en "was gedurende 24 jaren zijn navolger", zoals omstreeks 1390 gerapporteerd werd door Cennino Cennini in zijn Libro dell’Arte  (Het handboek van de kunstenaar).  Hij werd ook geïnspireerd door Lorenzetti en de beeldhouwer Tino di Camaino. Hij werd omstreeks 1330 lid van de Arte dei Medici e Speziali. Vanaf dan was hij in Florence als zelfstandig meester actief.

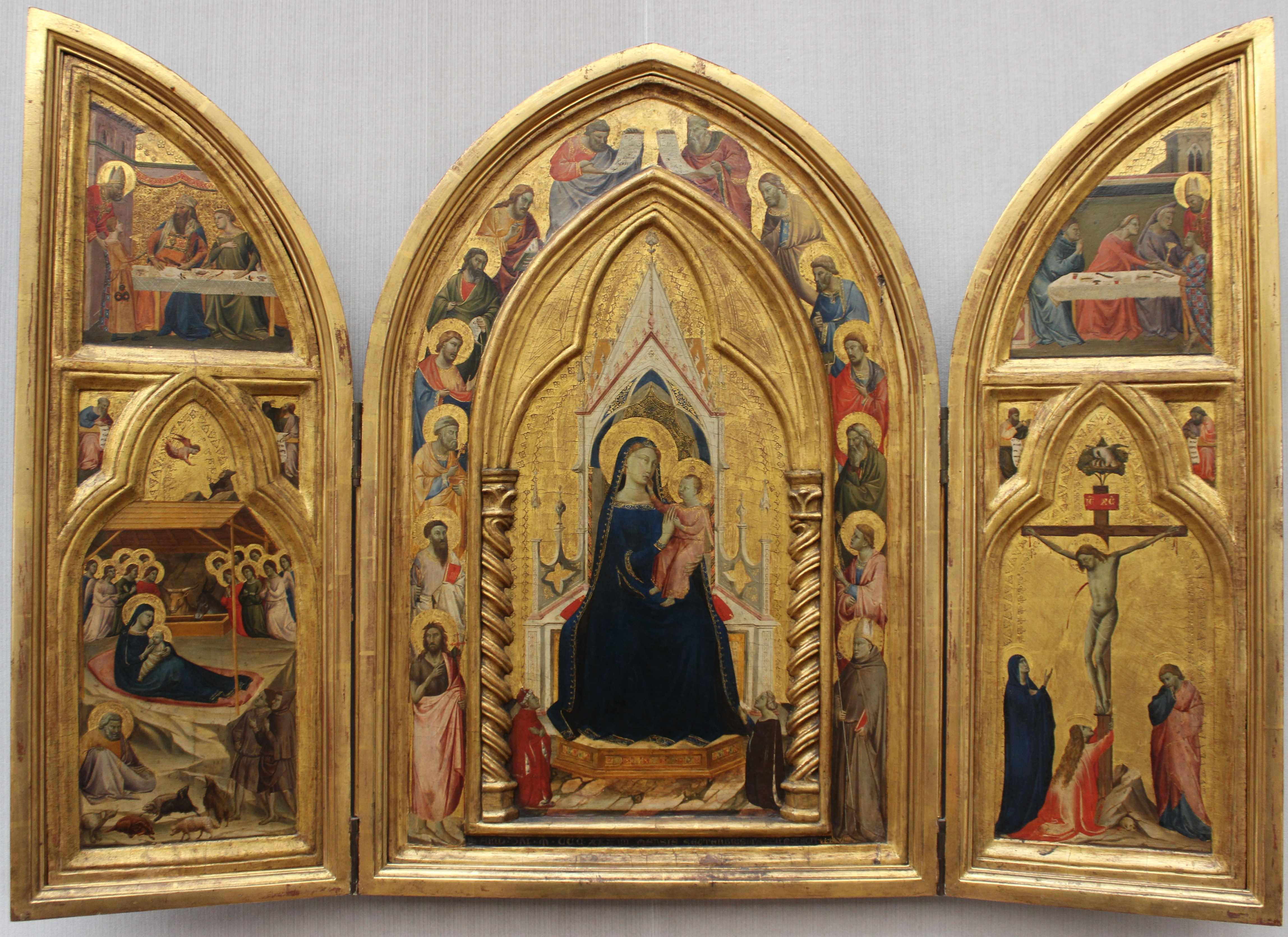
Taddeo Gaddi, Tronende Madonna, Gemäldegalerie van de Staatliche Museen te Berlijn

## Carrière
Er zijn slechts twee gesigneerde werken van hem bekend met een tussenperiode van 20 jaar: een drieluik uit 1334 met een Tronende Madonna, vandaag bewaard in de Gemäldegalerie van de Staatliche Museen te Berlijn en een Madonna met Kind, gemaakt voor de Segni-kapel in de San Lucchese van Poggibonsi in 1355, nu in het Uffizi in Florence. Omstreeks 1450 beschreef Lorenzo Ghiberti fresco’s die Taddeo gemaakt had voor de Santa Croce in Florence met Sint Franciscus die een kind geneest en Jezus tussen de schriftgeleerden. De eerste is verdwenen en de tweede was in die tijd onderaan al beschadigd door de bouw van het Michelozzo portaal. Op basis van de bovengenoemde werken is een omvangrijk corpus aan de schilder toegeschreven, waarover evenwel nog steeds gediscussieerd wordt, voornamelijk over de werken uit zijn beginperiode als kunstenaar.

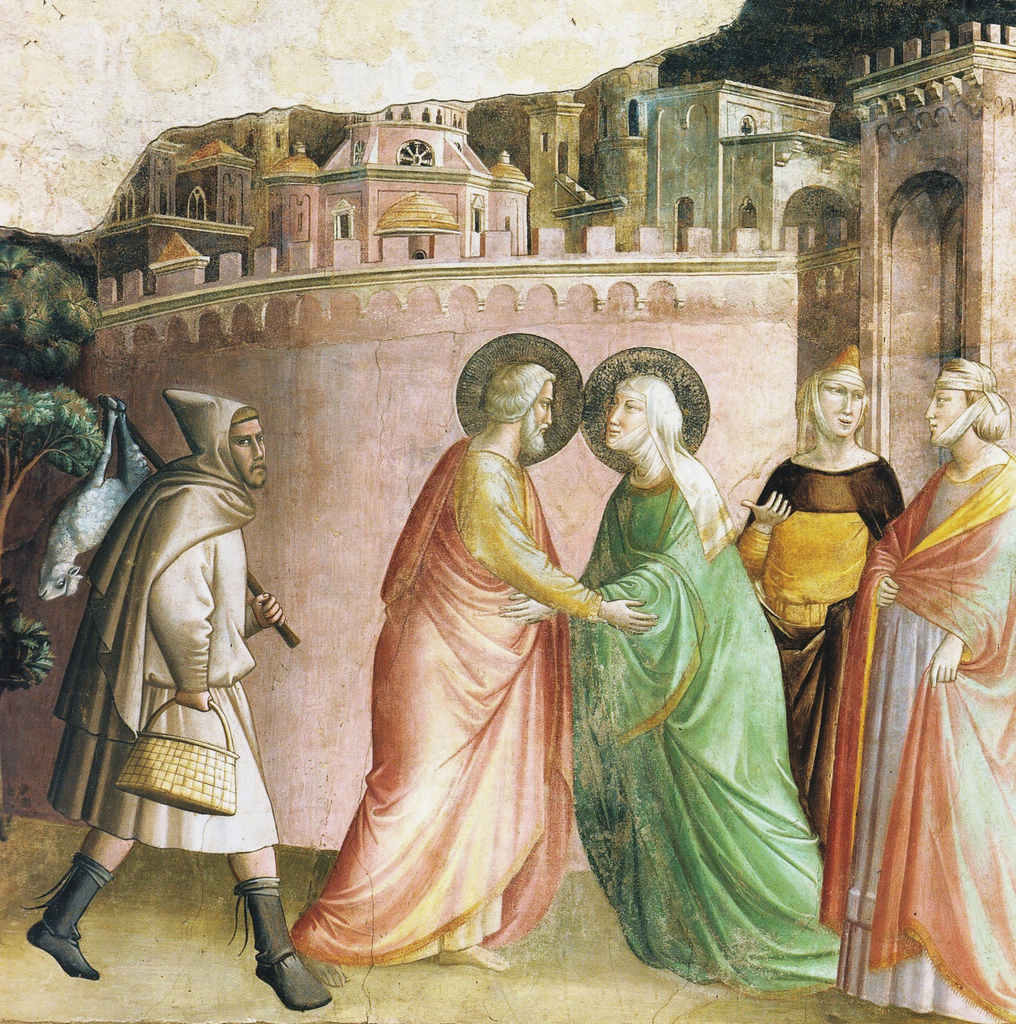
Taddeo Gaddi, Fresco in de Baroncelli-kapel, Ontmoeting van Joachim en Anna bij de gouden poort in Jeruzalem

Uit bewaarde documenten weet men dat hij in 1341 betaald werd voor de fresco's die hij schilderde in de crypte van de San Miniato al Monte in Florence, waaraan hij begon in 1338 en in 1342 werd hij betaald voor de vergulding van de kapitelen van de zuilen in diezelfde San Miniato. Van 1353 dateert een betaling voor een veelluik bestemd voor het hoofdaltaar van de San Giovanni Fuoricivitas in Pistoia en volgens Giorgio Vasari zou hij in 1342 fresco’s geschilderd hebben in de hoofdkapel van de San Francesco in Pisa in opdracht van de Gambacorti, een belangrijke lokale familie. Een brief van Taddeo aan Tomaso Strozzi getuigt van zijn verblijf in Pisa.
In documenten van de Opera di Santa Maria del Fiore tussen 1355 en augustus 1366 wordt hij genoemd als adviseur bij de bouw van de nieuwe kathedraal van Florence. Maar in 1365 ontving hij betalingen voor schilderwerken in het Ospedale di Santa Maria Nuova van Florence, waarvan een fragment van een fresco met de verrijzenis bewaard is gebleven.
Filippo Villani bevestigde omstreeks 1400 dat hij een leerling was van Giotto en prijst hem om zijn meesterschap bij het schilderen van architectuur door hem te vergelijken met Dinocrates en Vitruvius. Hierdoor legde hij de basis voor toeschrijving aan Taddeo Gaddi van werken zoals de campanile van de Santa Maria del Fiore, de Ponte Vecchio en de oude Ponte Santa Trinita die vernield werd bij een overstroming van de Arno. Deze toewijzingen worden vandaag verworpen.

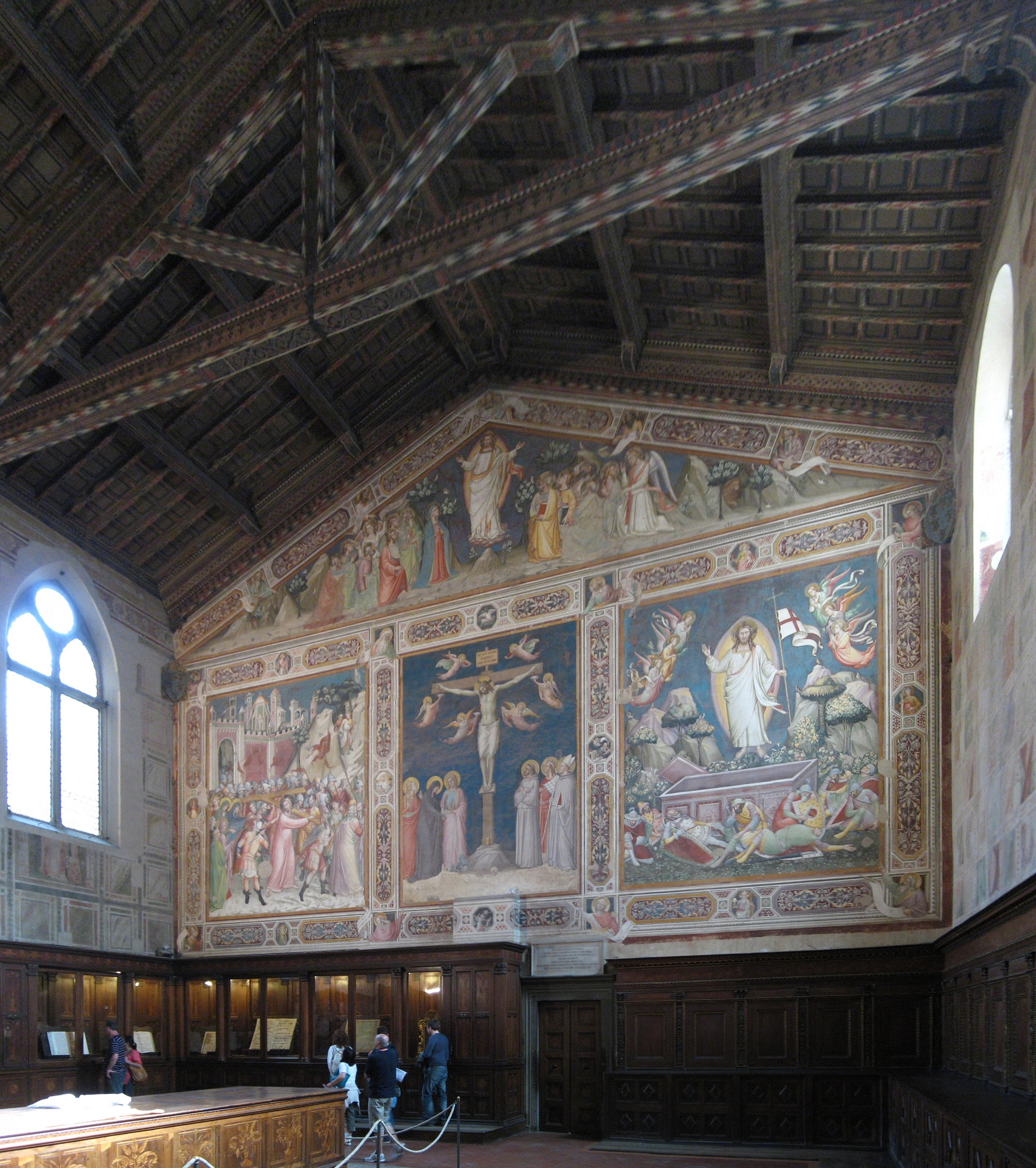
Taddeo Gaddi, Kruisiging in de scristie van de Santa Croce

## Stijlkenmerken
In de beginjaren van zijn carrière (1328-1338) schilderde hij de frescocyclus van de Geschiedenis van Maria in de Baroncelli-kapel van de Santa Croce in Florence. De werken uit de beginjaren van zijn carrière tonen duidelijk de invloed van Giotto. De Madonna met Kind van ca. 1325, nu bewaard in de Pinacoteca van Santa Verdiana in Castelfiorentino, toont duidelijk de invloed van de Maestà di Ognisanti van Giotto hoewel aangepast aan elementen van de gotische stijl zoals de lange slanke figuren en de expressiviteit van de aangezichten. De stijl van zijn jeugdwerken leidde ertoe dat men zijn tussenkomst in prestigieuze Giotto werken zoals de Stefaneschi polyptiek in de Pinacoteca Vaticana  en de Kroning van de Maagd in de Baroncelli kapel van de Santa Croce, vandaag meer en meer betwijfelt. Anderzijds tonen andere werken zoals het veelluik uit de Bromley Davenport-collectie met een Man van Smarten op het centrale luik en de HH. Petrus, Franciscus, Paulus en Andreas op de zijluiken, waarschijnlijk afkomstig uit de Lupicini-kapel in de Santa Croce en volgens Vasari van de hand van Gaddi, de basisstijl van Giotto aangevuld met nieuwe elementen die opduiken vanaf het midden van de jaren 1320 en gebaseerd zijn op de gotische Sienese stijl.
Zijn fresco’s en paneelschilderijen waren vrij monumentaal, veelfigurig en lieten een rijkdom aan details zien. Zij laten meer diepte zien dan werken van zijn voorbeeld-kunstenaars.

## Toegeschreven werken
Naast de bovengenoemde werken hierbij nog enkele andere toewijzingen:
- Nativiteit, ca. 1325, Museu Nacional d'Art de Catalunya
- De heilige Franciscus ontvangt de stigmata, ca. 1325-1330, tempera op houten paneel, Harvard Art Museums, Cambridge (Massachusetts)
- Aanbidding der herders en Opdracht in de tempel (1327-1330) Galleria dell'Accademia (Florence). Delen van een decoratieve set van twaalf panelen die scènes uit het leven van Christus voorstellen en tien panelen die het leven van Sint Franciscus illustreren, die de deuren van een reliekschrijn in Santa Croce sierden.
- Fresco’s met scènes uit de evangelies, ca. 1330-1350, in het kasteel van Poppi, Arezzo (regio Toscane)
- Versiering van het cenacolo (refter) van het klooster van Santa Croce, 1334-1366 met 
  - Levensboom
  - Laatste Avondmaal
  - Benedictus trekt zich terug als kluizenaar
  - Jezus dineert bij Simon de farizeeër
  - Franciscus ontvangt de stigmata
  - De geschiedenis van Lodewijk van Toulouse
- Nativiteit, 1335, Portland Art Museum, Portland (Oregon)
- Kruisiging, ca. 1340, in de Sacristie van de Santa Croce, Florence
- Getroonde Madonna met Kind en heiligen, 1354,  polyptiek in de sacristie van de Santa Felicita, Florence
- Fresco’s over het leven van Job, ca. 1355, in de Camposanto in Pisa
- Graflegging van Christus (1360-1366), Yale University Art Gallery, New Haven (Connecticut)
- Kruisiging, 1366, in de Ognissanti, Florence